# Vahdattiyeh
Vahdattīyeh (farsi سعداباد) è una città dello shahrestān di Dashtestan, circoscrizione di Sa'adābād, nella provincia di Bushehr. 